# Dorfhain
Dorfhain är en Gemeinde i Landkreis Sächsische Schweiz-Osterzgebirge i det tyska förbundslandet Sachsen. Dorfhein ligger c:a 20 km sydväst om Dresden och 10 km nordost om Dippoldiswalde. B170 går härigenom. Kommunen har cirka 1 100 invånare. Kommunen ingår i förvaltningsområdet Tharandt tillsammans med kommunerna Tharandt.
Orten nämndes för första gången 1351, även om det fanns bosättningar på platsen redan omkring år 1300.